# エリカ・サルミャーエ
エリカ・サルミャーエ（Erika Salumäe、1962年6月11日- ）は、エストニア・パルヌ出身の元女子自転車競技（トラックレース）選手。1988年ソウルオリンピックではソビエト連邦の代表選手として、1992年バルセロナオリンピックではエストニア代表選手として、いずれも個人スプリントで金メダルを獲得した。

## 来歴
サルミャーエが頭角を現した当初は、アメリカ合衆国のコニー・パラスケヴィンが個人スプリント種目の代表格的選手であったが、スピードスケートの短距離選手で、1984年サラエボオリンピック・500m金メダリストである、旧東ドイツのクリスタ・ローテンブルガー（後のクリスタ・ルディンク）が自転車競技にも注力をするようになるや、その後事実上の三強時代となった。
1984年、1986年の世界自転車選手権ではそれぞれパラスケヴィン、ローテンブルガーに次いで2位だったが、1987年の同大会において、決勝でローテンブルガーを破って悲願の初優勝。翌、1988年のソウルオリンピックでも事実上の三強対決となったが、決勝で対決したクリスタ・ルディンクと1-1で迎えた3本目において、ゴール寸前で逃げるルディンクを捕らえて交わし、オリンピック女子個人スプリント種目初代優勝者の座に就いた。翌1989年の世界選手権でも優勝を果たしたものの、その後発生することになる、ソビエト連邦の崩壊の影響もあって一時現役を退く形となってしまった。
1991年にエストニアが独立回復を果たすと、サルミャーエはエストニア国籍選手として、翌1992年開催のバルセロナオリンピック・個人スプリントに出場し、ドイツのアネット・ノイマンを破って同種目連覇を達成した。1996年アトランタオリンピックでも個人スプリントに出場したが6位となり、このレースを最後に現役を引退した。なお、エストニア最優秀選手賞を9回受賞した他、15回の200mフライングタイムトライアル世界最高記録も樹立した。
2013年11月4日、腰の手術に必要な医療費の捻出のため、上記2大会で獲得したオリンピックの金メダルを競売にかけ、約5万ポンド（約800万円）で売却した。